# Amphotis marginata
Amphotis marginata (лат.) — вид жуков-блестянок. Длина тела взрослых жуков (имаго) 4-4,5 мм. Встречаются в гнёздах муравьёв рода лазиус.